# Pasym
Pasym é um município da Polônia, na voivodia da Vármia-Masúria e no condado de Szczytno. Estende-se por uma área de 15,18 km², com 2 549 habitantes, segundo os censos de 2017, com uma densidade de 167,9 hab/km².